# Famiglia di asteroidi

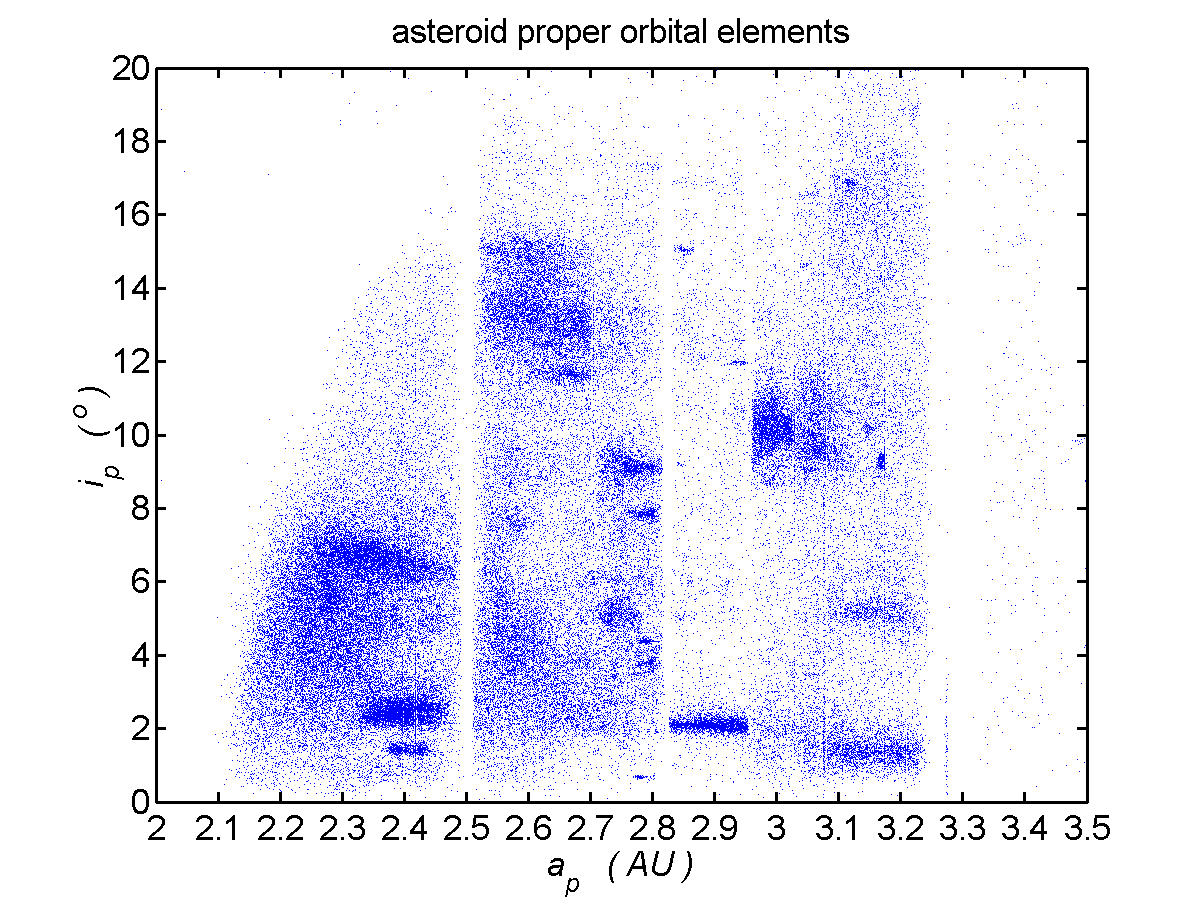
Il grafico confronta l'inclinazione e il semiasse maggiore proprio degli asteroidi dotati di numero; le famiglie asteroidali sono gli evidenti raggruppamenti.

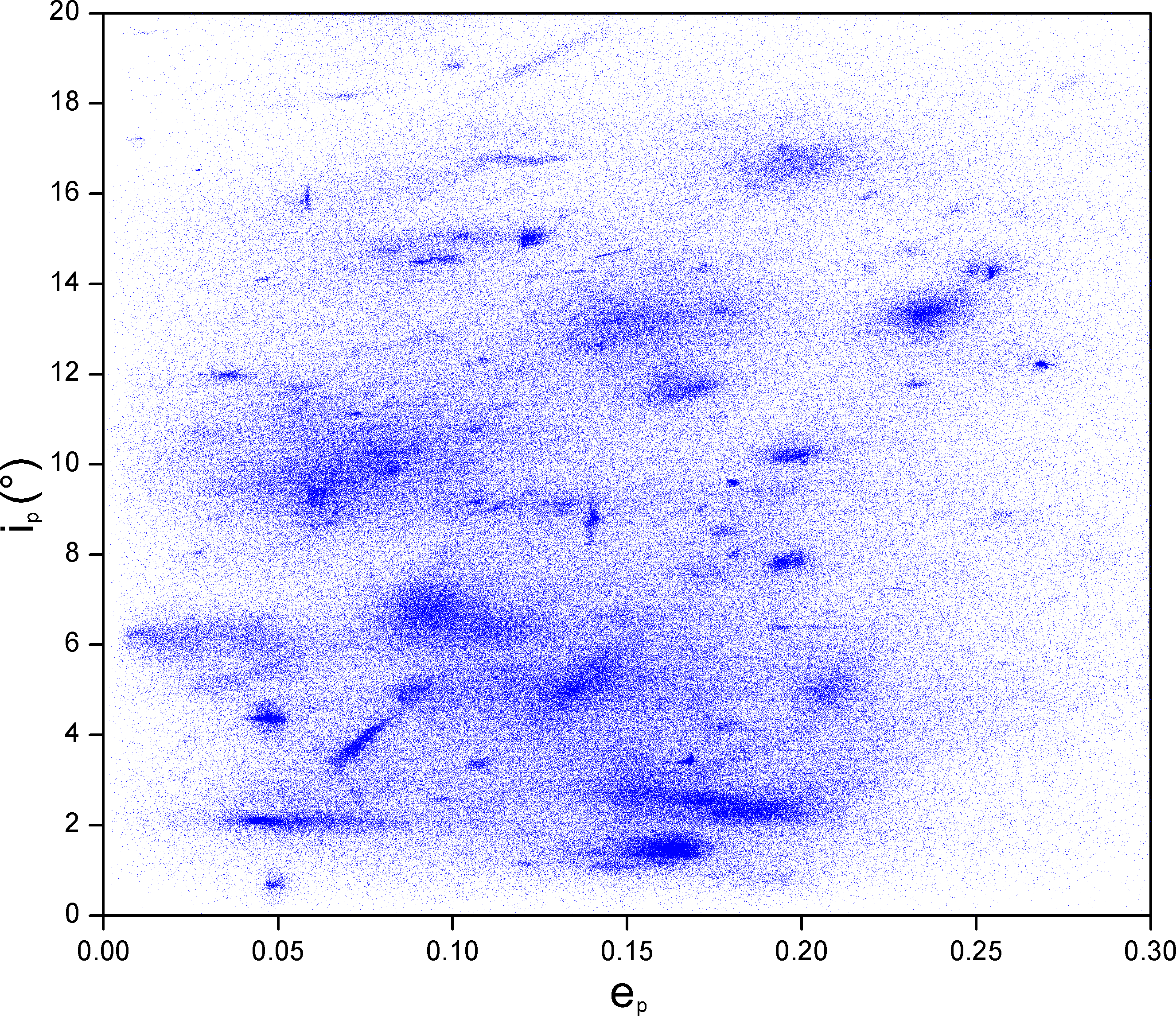
Il grafico confronta l'inclinazione e l'eccentricità propria degli asteroidi dotati di numero. Anche qui si notano raggruppamenti evidenti.

Una famiglia di asteroidi è un raggruppamento arbitrario di asteroidi caratterizzati da parametri orbitali simili (tipicamente il semiasse maggiore, l'eccentricità orbitale o l'inclinazione). I componenti di una stessa famiglia condividono un'origine comune, e potrebbero essere frammenti originatisi da un'antica collisione fra asteroidi. Nel caso di un insieme di asteroidi dotati di parametri orbitali analoghi, ma evidentemente privi di un'origine comune si preferisce parlare di gruppo di asteroidi.

## Proprietà caratteristiche
Le famiglie più numerose possono contenere fino a diverse centinaia di asteroidi conosciuti, e potenzialmente migliaia di corpi minori ancora non individuati; le famiglie minori possono non superare la dozzina di componenti. In totale, si stima che fra il 33% e il 35% degli asteroidi della fascia principale del sistema solare faccia parte di una famiglia asteroidale.
Nella fascia principale si individuano da 20 a 30 famiglie facilmente riconoscibili, e diverse decine di raggruppamenti meno certi e condivisi. Vi sono inoltre gruppi asteroidali simili a famiglie situati al di fuori della fascia, come il gruppo di Pallade, il gruppo di Hungaria e il gruppo di Focea, caratterizzati da orbite con semiassi maggiori più bassi o inclinazioni orbitali più elevate degli asteroidi della fascia.
Una famiglia è stata associata all'oggetto transnettuniano Haumea. Alcuni studi, sinora privi di conferma, hanno cercato di individuare famiglie asteroidali fra gli asteroidi troiani dei giganti gassosi del sistema solare.

## Formazione, evoluzione, struttura
Si ritiene che le famiglie asteroidali siano il risultato di collisioni fra asteroidi; sebbene nella maggior parte dei casi non sia più presente nessuno dei corpi originari, vi sono alcune famiglie originatesi da impatti che non hanno distrutto l'asteroide principale (è il caso della famiglia Vesta, della famiglia Pallade, della famiglia Igea e della famiglia Massalia). Naturalmente, queste famiglie comprendono generalmente un corpo di grandi dimensioni, fortemente craterizzato, e numerosi asteroidi minori. Infine, alcune famiglie (come la famiglia Flora) presentano strutture più complesse che non sono facilmente giustificabili attraverso le attuali teorie.
A causa dell'origine comune dei componenti di una famiglia, essi presentano la stessa composizione chimica; un'importante eccezione è data da quelle poche famiglie (come la famiglia Vesta) che hanno avuto origine da un planetoide di discrete dimensioni dotato di strati geologici con diversa composizione chimica.
Si ritiene che la vita media di una famiglia asteroidale sia nell'ordine del miliardo di anni; pertanto forse nessuna delle famiglie attualmente osservabili risalgono alla formazione del sistema solare. I processi che possono portare alla disgregazione di una famiglia comprendono la lenta azione di perturbazione gravitazionale da parte di Giove e degli altri pianeti, oppure la possibilità di impatti successivi che riducano le dimensioni medie dei corpi, rendendoli soggetti alle deviazioni orbitali dovute all'effetto Yarkovsky.
Probabilmente le famiglie più antiche hanno ormai perso tutti i corpi di dimensioni ridotte o discrete; è forse il caso degli asteroidi Metide e Amaltea, forse capostipiti di un'antica famiglia.

## Classificazione degli asteroidi
Gli asteroidi vengono attribuiti alle diverse famiglie a seconda dei loro parametri orbitali propri, differenti dai parametri orbitali ordinari, che variano periodicamente su scale di tempo di decine di migliaia di anni. L'analisi dei parametri orbitali propri è stata introdotta dall'astronomo giapponese Kiyotsugu Hirayama, che per primo individuò le principali famiglie asteroidali nel 1918. In suo onore, le famiglie di asteroidi sono anche note come famiglie Hirayama; l'espressione è talvolta utilizzata per riferirsi, più specificamente, alle cinque famiglie scoperte dall'astronomo.

### Hierarchical clustering method
Hierarchical clustering method è il metodo più usato in astronomia per identificare le famiglie di asteroidi nel sistema solare, basandosi sui parametri orbitali propri degli asteroidi.
Naturalmente la mera somiglianza dei parametri orbitali non è sufficiente a garantire l'appartenenza di un corpo alla famiglia; un esempio eclatante è quello di Cerere, anticamente considerato prototipo di una famiglia omonima, ma oggi semplicemente riconosciuto come un intruso all'interno della famiglia Gefion, con cui condivide i parametri orbitali ma non l'origine.
I confini delle famiglie sono piuttosto vaghi perché ai margini si fondono con la densità di fondo degli asteroidi nella fascia principale. Per questo motivo, il numero di membri, anche tra gli asteroidi scoperti, è solitamente noto solo approssimativamente e l'appartenenza è incerta per gli asteroidi vicini ai margini. Anche le caratteristiche spettrali possono essere utilizzate per determinare l'appartenenza degli asteroidi alle regioni esterne di una famiglia, come è stato fatto ad esempio per la famiglia Vesta, i cui membri hanno una composizione insolita.

## Prospetto
| Nome della famiglia                                     | Prototipo                                               | Parametri orbitali                                      | Parametri orbitali                                      | Parametri orbitali                                      | Componenti                                              | Componenti                                              | Altre designazioni                                      |
| Nome della famiglia                                     | Prototipo                                               | Semiasse maggiore                                       | Eccentricità orbitale                                   | Inclinazione orbitale                                   | Sul totale degli asteroidi                              | Secondo Zappalà (analisi HCM[A])                        | Altre designazioni                                      |
| Famiglie principali all'interno della fascia principale | Famiglie principali all'interno della fascia principale | Famiglie principali all'interno della fascia principale | Famiglie principali all'interno della fascia principale | Famiglie principali all'interno della fascia principale | Famiglie principali all'interno della fascia principale | Famiglie principali all'interno della fascia principale | Famiglie principali all'interno della fascia principale |
| ------------------------------------------------------- | ------------------------------------------------------- | ------------------------------------------------------- | ------------------------------------------------------- | ------------------------------------------------------- | ------------------------------------------------------- | ------------------------------------------------------- | ------------------------------------------------------- |
| Eos                                                     | 221 Eos                                                 | 2,99-3,03 UA                                            | 0,01-0,13                                               | 8-12°                                                   |                                                         | 480                                                     |                                                         |
| Eunomia                                                 | 15 Eunomia                                              | 2,53-2,72 UA                                            | 0,08-0,22                                               | 11,1-15,8°                                              | 5%                                                      | 370                                                     |                                                         |
| Flora                                                   | 8 Flora                                                 | 2,15-2,35 UA                                            | 0,03-0,23                                               | 1,5-8,0°                                                | 4-5%                                                    | 590                                                     | Famiglia Ariadne                                        |
| Igea                                                    | 10 Hygiea                                               | 3,06-3,24 UA                                            | 0,09-0,19                                               | 3,5-6,8°                                                | 1%                                                      | 105                                                     |                                                         |
| Coronide                                                | 158 Koronis                                             | 2,83-2,91 UA                                            | 0,00-0,11                                               | 0,0-3,5°                                                |                                                         | 310                                                     |                                                         |
| Maria                                                   | 170 Maria                                               | 2,5-2,706 UA                                            |                                                         | 12-17°                                                  |                                                         | 80                                                      |                                                         |
| Nisa                                                    | 44 Nysa                                                 | 2,41-2,50 UA                                            | 0,12-0,21                                               | 1,5-4,3°                                                |                                                         | 380                                                     | Famiglia Herta                                          |
| Temi                                                    | 24 Themis                                               | 3,08-3,24 UA                                            | 0,09-0.22                                               | 0-3°                                                    |                                                         | 530                                                     |                                                         |
| Vesta                                                   | 4 Vesta                                                 | 2,26-2,48 UA                                            | 0,03-0,16                                               | 5,0-8,3°                                                | 6%                                                      | 240                                                     |                                                         |
| \Altre famiglie rilevanti                               |                                                         |                                                         |                                                         |                                                         |                                                         |                                                         |                                                         |
| Adeona                                                  | 145 Adeona                                              |                                                         |                                                         |                                                         |                                                         | 65                                                      |                                                         |
| Astrid                                                  | 1128 Astrid                                             |                                                         |                                                         |                                                         |                                                         | 11                                                      |                                                         |
| Bower                                                   | 1639 Bower                                              |                                                         |                                                         |                                                         |                                                         | 13                                                      | Famiglia Endymion                                       |
| Brasilia                                                | 293 Brasilia                                            |                                                         |                                                         |                                                         |                                                         | 14                                                      |                                                         |
| Clori                                                   | 410 Chloris                                             |                                                         |                                                         |                                                         |                                                         | 24                                                      |                                                         |
| Dora                                                    | 668 Dora                                                |                                                         |                                                         |                                                         |                                                         | 78                                                      |                                                         |
| Erigone                                                 | 163 Erigone                                             |                                                         |                                                         |                                                         |                                                         | 47                                                      |                                                         |
| Gefion                                                  | 1272 Gefion                                             | 2,74-2,82 UA                                            | 0,08-0,18                                               | 7,4-10,5°                                               | 0,8%                                                    | 89                                                      | Famiglia Cerere, Famiglia Minerva                       |
| Karin                                                   | 832 Karin                                               |                                                         |                                                         |                                                         |                                                         | 39                                                      |                                                         |
| Lydia                                                   | 110 Lydia                                               |                                                         |                                                         |                                                         |                                                         | 38                                                      |                                                         |
| Massalia                                                | 20 Massalia                                             | 2,37-2,45 UA                                            | 0,12-0,21                                               | 0,4-2,4°                                                | 0,8%                                                    | 47                                                      |                                                         |
| Melibea                                                 | 137 Meliboea                                            |                                                         |                                                         |                                                         |                                                         | 15                                                      |                                                         |
| Merxia                                                  | 808 Merxia                                              |                                                         |                                                         |                                                         |                                                         | 28                                                      |                                                         |
| Misa                                                    | 569 Misa                                                |                                                         |                                                         |                                                         |                                                         | 26                                                      |                                                         |
| Mitidika                                                | 99 Dike                                                 |                                                         |                                                         |                                                         |                                                         |                                                         |                                                         |
| Naëma                                                   | 845 Naëma                                               |                                                         |                                                         |                                                         |                                                         | 7                                                       |                                                         |
| Nemesi                                                  | 128 Nemesis                                             |                                                         |                                                         |                                                         |                                                         | 29                                                      | Famiglia Concordia                                      |
| Rafita                                                  | 1644 Rafita                                             |                                                         |                                                         |                                                         |                                                         | 22                                                      |                                                         |
| Thronium                                                | 9799 Thronium                                           |                                                         |                                                         |                                                         |                                                         |                                                         |                                                         |
| Veritas                                                 | 490 Veritas                                             |                                                         |                                                         |                                                         |                                                         | 29                                                      | Famiglia Ondina                                         |
| Famiglie di oggetti transnettuniani                     |                                                         |                                                         |                                                         |                                                         |                                                         |                                                         |                                                         |
| Haumea                                                  | Haumea                                                  | ~43                                                     | ~0,19                                                   | ~28                                                     |                                                         |                                                         |                                                         |

- [A]: Le analisi HCM e WAM di Zappalà et al. risalgono al 1995, e consideravano circa 12 487 asteroidi; oggigiorno si conoscono oltre 300 000 asteroidi. Il numero indicato è quindi abbondantemente inferiore al valore effettivo.

Gruppi e famiglie minori sono categorizzati in Categoria:Gruppi e famiglie di asteroidi.